# Curry verde
Curry verde (em tailandês:  แกงเขียวหวาน, literalmente curry verde doce) é uma variedade de curry (caril) da região central da Tailândia.

## Etimologia
O nome curry "verde" deriva da cor do prato, que vem de pimentas verdes. O "doce" no nome tailandês (wan significa "doce") refere-se à cor verde em si, e não ao sabor do curry. Como este é um curry tailandês com base em leite de coco e pimentas verdes frescas, a cor sai como um verde cremoso e suave, e essa cor em tailandês de chama "verde doce". Seus ingredientes não são exatamente fixos. O curry não é necessariamente mais doce do que outros curries tailandeses mas, embora o tempero varie, tende a ser mais pungente do que curries vermelhos mais suave. O curry verde foi inventado durante o reinado do Rei Rama VI ou Rama VII, entre os anos de 1908-1926.

## Ingredientes
Além de uma proteína principal, tradicionalmente peixe, bolas de peixe, ou carne, os outros ingredientes para o prato consistem de leite de coco, pasta de curry verde, açúcar de palma, e molho de peixe. Berinjela tailandesa, ervilha, ou outros legumes verde ou esbranquiçada e até mesmo frutas são muitas vezes incluídos. A consistência de seu molho varia de acordo com a quantidade de leite de coco usado. Pasta de curry verde é tradicionalmente feita moendo em um pilão ingredientes como pimenta verde, cebolinha, alho, galanga, capim-limão, casca de combava, raízes de coentro, sementes de cominho, pimenta-do-reino branca, pasta de camarão e sal.

## Método de preparo
A pasta é frita em creme de coco até que o óleo seja expresso para liberar os aromas na pasta. Uma vez que o caril é cozido, mais leite de coco e o restante dos ingredientes são adicionados, juntamente com uma pitada de açúcar de palma e molho de peixe. Finalmente, como guarnições, manjericão tailandês, folhas frescas de combava, phrik chi fa fatiados ("pimentas apontando pro céu", pimentas grandes suaves) são utilizados com frequência. Para um curry verde mais robusto, tal como com frutos do mar, krachai em tiras (gengibre selvagem), açafrão branco, e "manjericão sagrado" podem ser usados como guarnições.

## Maneira de servir
Curry verde é normalmente comido com arroz como parte de uma refeição com vários outros pratos, ou com macarrões de arroz redondos conhecidos como khanom chin como um prato sozinho. Uma versão mais grossa de curry verde feita com, por exemplo, fatias de carne cozida, pode também ser servida com roti, um estilo de pão sírio indiano, que é semelhante ao roti canai da Malásia.

## Galeria

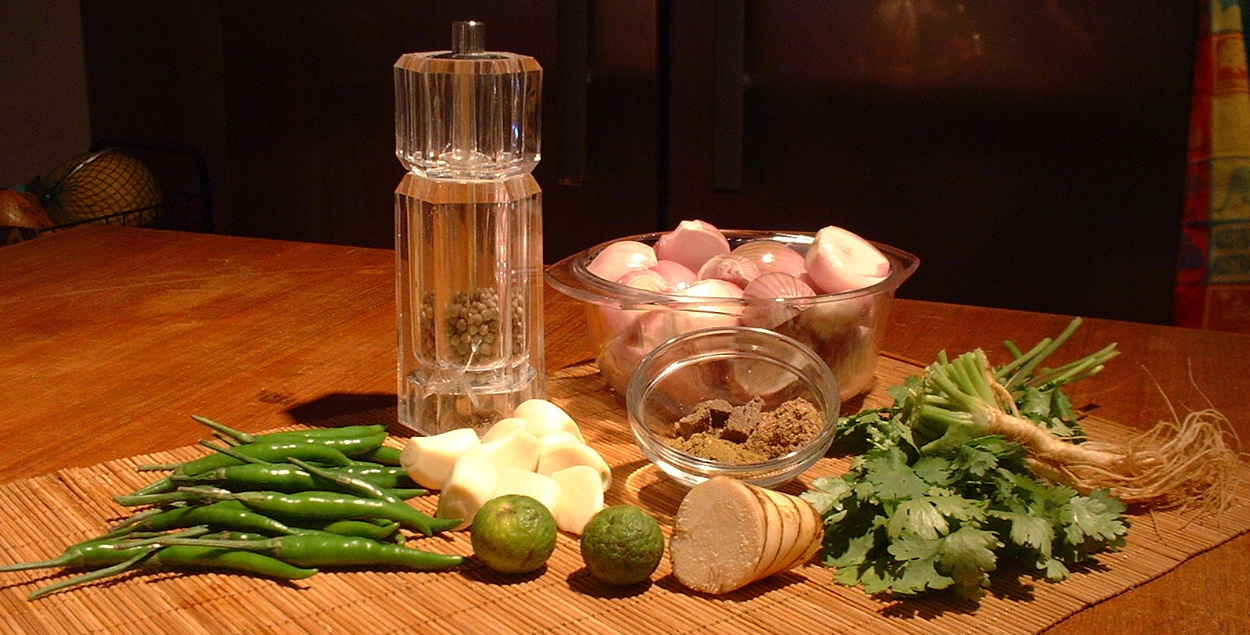
Ingredientes para o curry verde
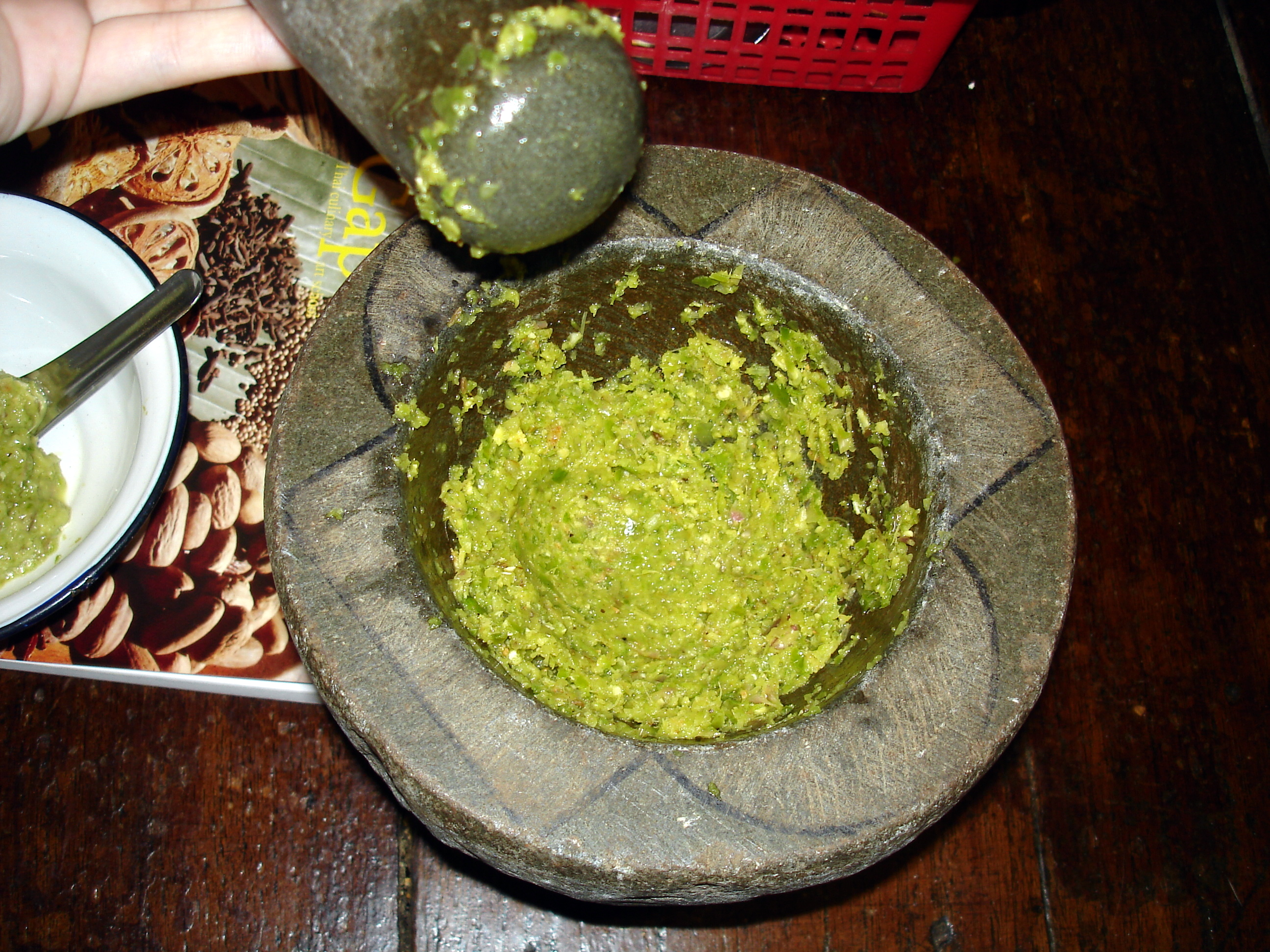
Pasta de curry verde recém-feita em um almofariz
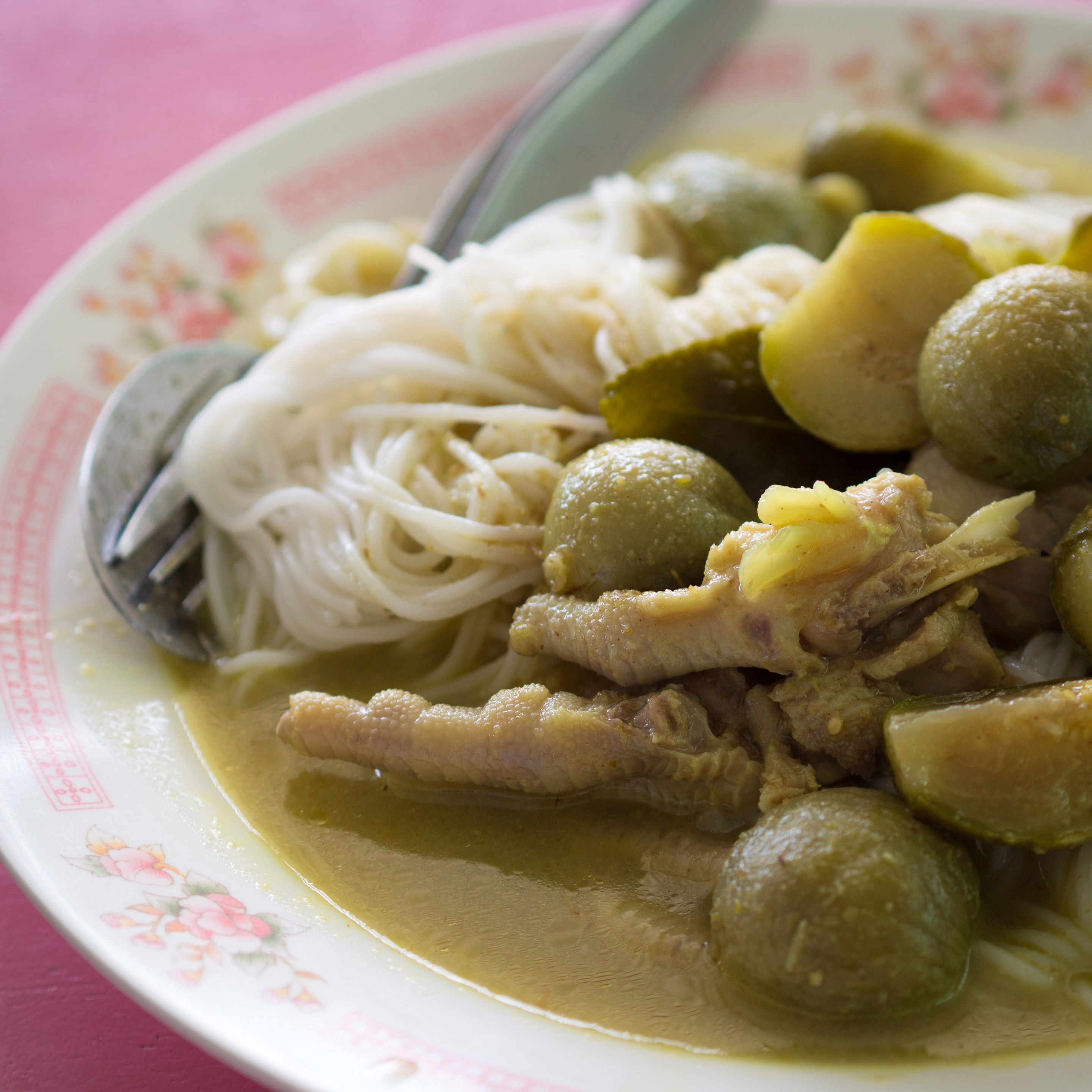
Curry verde com pés de frango servido com queixo khanom
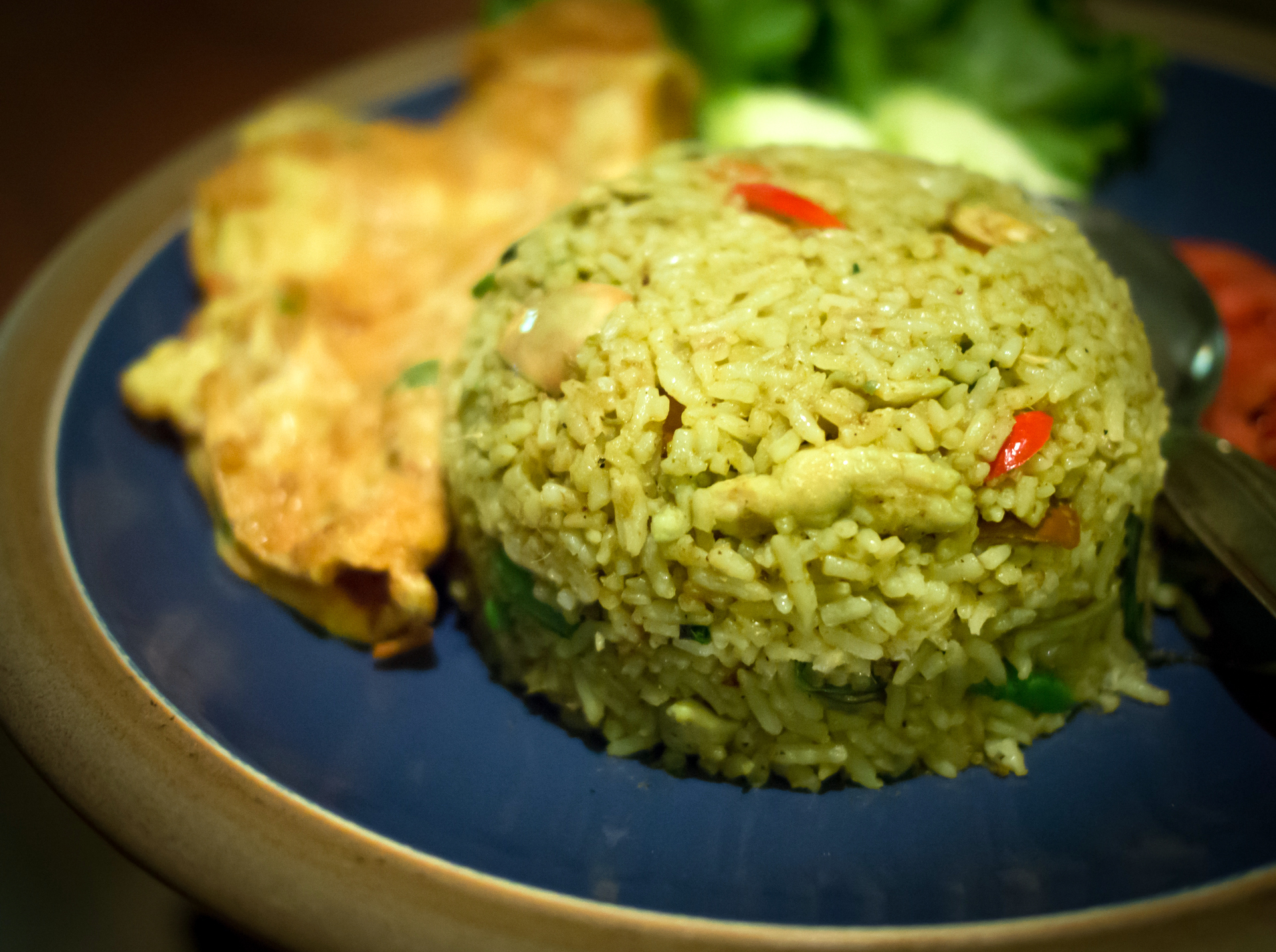
Arroz frito com curry verde